# Michel Lepetitdidier
 (mars 2025).
La mise en forme du texte ne suit pas les recommandations de Wikipédia : il faut le « wikifier ».
Les points d'amélioration suivants sont les cas les plus fréquents :
- Les titres sont pré-formatés par le logiciel. Ils ne sont ni en capitales, ni en gras.
- Le texte ne doit pas être écrit en capitales (les noms de famille non plus), ni en gras, ni en italique, ni en « petit »…
- Le gras n'est utilisé que pour surligner le titre de l'article dans l'introduction, une seule fois.
- L'italique est rarement utilisé : mots en langue étrangère, titres d'œuvres, noms de bateaux, etc.
- Les citations ne sont pas en italique mais en corps de texte normal. Elles sont entourées par des guillemets français : « et ».
- Les listes à puces sont à éviter, des paragraphes rédigés étant largement préférés. Les tableaux sont à réserver à la présentation de données structurées (résultats, etc.).
- Les appels de note de bas de page (petits chiffres en exposant, introduits par l'outil «  Source ») sont à placer entre la fin de phrase et le point final[comme ça].
- Les liens internes (vers d'autres articles de Wikipédia) sont à choisir avec parcimonie. Créez des liens vers des articles approfondissant le sujet. Les termes génériques sans rapport avec le sujet sont à éviter, ainsi que les répétitions de liens vers un même terme.
- Les liens externes sont à placer uniquement dans une section « Liens externes », à la fin de l'article. Ces liens sont à choisir avec parcimonie suivant les règles définies. Si un lien sert de source à l'article, son insertion dans le texte est à faire par les notes de bas de page.
- La présentation des références doit suivre les conventions bibliographiques. Il est recommandé d'utiliser les modèles {{Ouvrage}}, {{Chapitre}}, {{Article}}, {{Lien web}} et/ou {{Bibliographie}}. Le mode d'édition visuel peut mettre en forme automatiquement les références.
- Insérer une infobox (cadre d'informations à droite) n'est pas obligatoire pour parachever la mise en page.

Pour une aide détaillée, merci de consulter Aide:Wikification.
Si vous pensez que ces points ont été résolus, vous pouvez retirer ce bandeau et améliorer la mise en forme d'un autre article.
 (février 2025).
Si vous disposez d'ouvrages ou d'articles de référence ou si vous connaissez des sites web de qualité traitant du thème abordé ici, merci de compléter l'article en donnant les références utiles à sa vérifiabilité et en les liant à la section « Notes et références ».
 (février 2025).
Motif : manque de sources secondaires de notoriété nationale sur le sujet
- Archive Wikiwix
- Bing
- Cairn
- DuckDuckGo
- E. Universalis
- Gallica
- Google
- G. Books
- G. News
- G. Scholar
- Persée
- Qwant
- (zh) Baidu
- (ru) Yandex
- (wd) trouver des œuvres sur Wikidata

| 1. | Préciser le motif de la pose du bandeau. | Précisez le motif de la pose du bandeau en utilisant la syntaxe suivante : {{admissibilité à vérifier\|date=août 2025\|motif=remplacez ce texte par le motif}}                            |
| 2. | Informer les utilisateurs concernés.     | Pensez à avertir le créateur de l'article, par exemple, en insérant le code ci-dessous sur sa page de discussion : {{subst:avertissement admissibilité à vérifier\|Michel Lepetitdidier}} |

Michel Lepetitdidier est un graphiste français né à Metz en 1962.

## Biographie
Michel Lepetitdidier a étudié à l'école des Beaux-Arts de Metz (actuellement École supérieure d'art de Lorraine) de 1980 à 1985, école choisie, sans calcul particulier, pour sa proximité. Il crée son studio de design graphique fin 1988 dans cette même ville où ne travaillaient à l'époque que deux graphistes, studio qu'il nomme "Le Petit Didier".
Il travaille pour les institutions régionales, comme l'Arsenal de Metz, transformé en auditorium par Ricardo Bofill en 1989, pour des théâtres (La Manufacture à Nancy, Théâtre du Jarnisy, festival Passages...). En 1996, Arte retient sa proposition graphique pour l'annonce des programmes (fond noir et image décalée de 4° par rapport à l'horizontale). Cette même année, il entame avec François Cheval une collaboration pour le Musée Nicéphore-Niépce de Chalon-sur-Saône (catalogues au format carré, et affiches) qui durera vingt ans. Dans le domaine du livre, il réalise l’imposante publication qui accompagne l'exposition patrimoniale qui a circulé en 1998 et 1999 dans les quatre départements lorrains et la Sarre : Trésors des bibliothèques de Lorraine, puis travaille en 1997 sur deux catalogues des Bibliothèques de Metz, dont un coproduit avec la Bibliothèque nationale du Luxembourg : Jean Vodaine : le passeur de mots.
De 1999 à 2002, il enseigne à l’École supérieure des arts décoratifs de Strasbourg (actuellement  Haute école des arts du Rhin) puis, en 2002 et 2003, à l’École nationale supérieure d’art de Nancy. En 2003, il adhère à Alliance graphique internationale ; la même année, il s'installe dans le sud, à la limite de la Drôme et du Vaucluse. Il oriente majoritairement son travail vers les questions d’identité visuelle des musées et de muséographie (sujet présenté lors d'une exposition au musée d’Amersfoort, Pays-Bas, en 1998). S'il n'abandonne pas la Lorraine (expositions à Nancy : "Hommage à Gallé", 2004 et "Majorelle, un art de vivre moderne", Galerie Poirel, 2009 ; livre : 100 chefs-d'œuvre de Lorraine, 2006 ; revue : 50sept pour le département de la Moselle, de 2004 à 2014), il travaille pour un panel d'institutions élargi : fonds régionaux d'art contemporain (FRAC), Centre national des Arts plastiques (exposition sur le magazine Vu en 2007), château de Grignan, ville de Montélimar, plusieurs musées des beaux-arts, éditeurs (Au figuré, Paris Musées), etc.
Il rejoint en 2011 l'École supérieure d'art et design Saint-Étienne. Il travaille pour le Musée du Louvre en 2012 et 2013, mais l'expérience tourne court en raison d'une différence d'approche sur le traitement des œuvres d'art, qu'analyse Vanina Pinter dans un billet sur la communication du musée. En 2021, les Éditions 205 lui consacrent une importante monographie accompagnée d'une exposition : "Aller/Voir/Pouvoir/Faire" au Signe Centre national du graphisme, dans le cadre de la Biennale internationale de design graphique de Chaumont, exposition malheureusement rendue invisible à cause du confinement, mais reprise au Musée de l'Imprimerie et de la Communication graphique de Lyon, de novembre 2023 à février 2024.

## Œuvre
Dans les entretiens enregistrés qu'il accorde lors de la sortie de la monographie qui lui est consacrée,  Michel Lepetitdidier dit avoir le groupe Bazooka comme référence et cite Lissitzky : "Exposer, c’est donner à lire, sous la prévalence de l’œil, au plus grand nombre". Son travail s'inscrit dans une perspective constructiviste avec : un important travail sur les blancs et les marges, des effets d'encadrement et de superposition des éléments textuels, la présence d'éléments ressortissant du travail graphique (traits de construction, lignes de coupe, etc.) habituellement invisibles à l'impression. Mais Michel Lepetitdidier ne se considère pas auteur, il est "porté par la commande". Sa notice à l'AGI se conclut sur cette phrase : 'Although graphic design is not my life, it fills it entirely.' (Bien que le design graphique ne soit pas ma vie, il la remplit entièrement.)
Selon Brice d'Antras, il "appartient à une génération d’auteurs graphiques satisfaits d’être centralisés dans leur région (Presse Papier à Bordeaux, Ronald Curchod à Toulouse, Denis Toulet à Lille, tous des k à Marseille,...)".

### Travaux de Michel Lepetitdidier
- Contribution à la lutte contre le racisme, l’antisémitisme et la xénophobie. Metz, École des Beaux-arts, 1994.
- François Cheval, Catalogues d'exposition du musée Nicéphore Niépce, Chalon-sur-Saône,1996-2016.
- Philippe Hoch, Trésors des bibliothèques de Lorraine, Paris, Association des bibliothécaires français, 1998.
- 50sept : art, culture, Moselle et patrimoine. Metz, Conseil général de la Moselle, 2004-2014.
- Isabelle Bardiès, 100 chefs-d’œuvre de Lorraine, Metz, Éditions Serpenoise, 2006.
- Marie-Paule Doncque et Philippe Hoch, Jean Vodaine, le passeur de mots : typographie et poésie Metz, Bibliothèque-médiathèque du Pontiffroy ; Luxembourg, Bibliothèque nationale du Luxembourg, mai 2007.

Malheureusement, la mention des graphistes étant la plupart du temps ignorée par les bibliothèques dans le catalogage des monographies, la recension des éditions auxquelles a contribué Michel Lepetitdidier est très difficile ; on ne le retrouve qu'avec la mention d'auteur sur les affiches, dans le catalogue de la Bibliothèque nationale de France par exemple.
- Le site du graphiste est une galerie minimaliste, sans commentaire ni indexation : Galerie Michel Le Petit Didier